# Ariogaeso
Ariogaeso (también en latín Ariogaesus ; en germano Ariogais ) fue un gobernante de los cuados en su imperio en la región del Medio Danubio a principios del período imperial romano. Elegido rey en 173, él dirigió a los cuados en la batalla decisiva contra las tropas romanas de Marco Aurelio, que los cuados perdieron en el llamado milagro de la lluvia. Entregado al emperador, Ariogaeso fue desterrado a Alejandría en Egipto.

## Reinado y fin
Durante las guerras marcomanas, los romanos expulsaron a los cuados y a otros atacantes de su territorio y lanzaron luego una contraofensiva. El propio Marco Aurelio dirigió esta expedición punitiva contra los cuados. Sus tropas cruzaron el Danubio en Brigetio, cerca de la desembocadura del Váh y en la desembocadura del Itava. Lo atestiguan las huellas y restos de los campamentos militares romanos descubiertos en Iža, Radvaň nad Dunajom y Mužla. Las tropas romanas avanzaron a través de los valles fluviales hacia el interior de la (actual) Eslovaquia, donde encontraron resistencia por parte de los cuados.
El emperador concluyó un tratado de paz con los cuados en 171 y así abolió por un tiempo su alianza con los marcomanos y sármatas. Los cuados se vieron obligados a liberar a los prisioneros y suministrar caballos y ganado a Roma y se les asignó un rey cliente llamado Furcio designado por Roma. Sin embargo, los cuados depusieron poco después a Furcio, amigo de Roma, en 173, y eligieron a Ariogaeso de entre sus propias filas como rey sobre el reino de los cuados en el Danubio medio. La existencia de una “capa real” de este período está demostrada arqueológicamente con la tumba real de Mušov descubierta en Moravia del Sur.
Milagro de la lluvia: Un hecho legendario tuvo lugar justo al inicio de la expedición romana que causó este acontecimiento. En la batalla decisiva de los cuados contra las tropas de Marco Aurelio, una fuerte lluvia repentina, el llamado milagro de la lluvia, confundió a las unidades del ejército de los cuados y los romanos sorprendentemente lograron la victoria. Sobre el acontecimiento que Werner Jobst fechó en el día 11 de junio de 172, informa Dion Casio. Está representado en la columna de Marco Aurelio en Roma. Del primer libro de las "Meditaciones" de Marco Aurelio, "En el país de los cuados en Hron", se desprende que el emperador instaló un campamento en el río Hron (en la actual Eslovaquia) durante esta expedición punitiva. La primera fase de la guerra contra los cuados terminó a favor de los romanos en el año 174. Los cuados entregaron a Ariogaeso al emperador ese mismo año. El rey cuando fue desterrado por él a Alejandría en Egipto,por lo que se pierde desde entonces su rastro.

## Onomástica
La forma lingüística del nombre personal de dos partes ofrece varias interpretaciones posibles. El primer miembro puede verse como idéntico a un elemento de nombre personal galo correspondiente Ario -/ Areo - y parece estar relacionado con un aire irlandés antiguo "un noble, un jefe, un hombre libre, un campesino libre".
En la época romana y románica, la h de sonido germánico obviamente podía traducirse como una fricativa, pero también podía permanecer sin marcar. Esta afirmación lleva a un enfoque diferente: el primer miembro Ario- se equipara con Hario -/ Haria - que se asemeja a un “ejército” gótico de harjis. En la forma Harigēr, este nombre se ha utilizado en la época del antiguo alto alemán desde aproximadamente el siglo VIII. A menudo atestiguado en el siglo y también documentado en anglosajón.
La segunda parte del nombre - gaisos también tiene equivalentes celtas y germánicos en el vocabulario apelativo : por ejemplo, el germánico * gaisaz para "Ger", el celto-latino gaesum (= telum Galliarum tenerum ) o el irlandés antiguo gae, "lanza" . En celta, sin embargo, la palabra sólo aparece en nombres cortos.

## Observaciones
1. 1 2 3 4   Heinrich Beck, Reinhard Wenskus: Ariogaisos. In: Reallexikon der Germanischen Altertumskunde (RGA). 2. Auflage. Band 1, Walter de Gruyter, Berlin/New York 1973, ISBN 3-11-004489-7, S. 406 f. (abgerufen über GAO bei De Gruyter Online). (en alemán).
2. ↑  Vgl. Claus-Michael Hüssen; Ján Rajtár: Zur Frage archäologischen Zeugnisse der Markomannenkriege in der Slowakei. In: Herwig Friesinger u. a. (Hrsg.): Markomannenkriege - Ursachen und Wirkungen. 1994, S. 217–232; vgl. Ján Rajtár: Kríza rímsko-germánskych vzťahov v stredodunajskej oblasti v 2. stor. Nitra 1998 (ungedruckte Dissertation). (en alemán).
3. 1 2 3 4  Vgl. Titus Kolnik: Quaden. In: Reallexikon der Germanischen Altertumskunde (RGA). 2. Auflage. Band 23, Walter de Gruyter, Berlin/New York 2003, ISBN 3-11-017535-5, S. 631–640. (abgerufen über GAO bei De Gruyter Online). (en alemán).
4. ↑  Cassius Dio 71, 13, 3.
5. ↑  Vgl. Jaroslav Peška: „Königsgruft“ von Mušov. In: Jaroslav Peška (Hrsg.): Die Königsgruft von Mušov. Germanen und Römer nördlich der mittleren Donau in den ersten zwei nachchristlichen Jahrhunderten. Mikulov 1991, S. 28–45; vgl. Jaroslav Tejral: Die Probleme der römisch-germanischen Beziehungen unter Berücksichtigung der neuen Forschungsergebnisse im niederösterreichisch-südmährischen Thayaflußgebiet. In: Bericht der Römisch-Germanischen Kommission 73, 1992, S. 37–475. (en alemán).
6. ↑  Vgl. Werner Jobst: 11. Juni 172 n. Chr. Der Tag des Blitz- und Regenwunders im Quadenlande. (= Sitzungsberichte. Österreichische Akademie der Wissenschaften. Philosophisch-Historische Klasse 335). Wien 1978. (en alemán).
7. ↑  Cassius Dio 71, 8, 10.
8. ↑  Vgl. die Szene 16 auf der Markussäule; Vgl. Catia Caprino u. a.: La colonna di Marco Aurelio. Rom 1955; vgl. Willem Zwikker: Studien zur Markussäule. Amsterdam 1941. (en alemán).
9. ↑  Cassius Dio 71, 14.
10. ↑  Vgl. D. Ellis Evans: Gaulish Personal Names. A Study of Some Continental Celtic Formations. Clarendon Press, Oxford 1967, S. 141. (en inglés).

## Literatura
- Heinrich Beck, Reinhard Wenskus: Ariogaisos. In: Reallexikon der Germanischen Altertumskunde (RGA). 2. Auflage. Band 1, Walter de Gruyter, Berlin/New York 1973, ISBN 3-11-004489-7, S. 406 f. (Artikel abgerufen über das kostenpflichtige GAO bei De Gruyter Online) (en alemán).
- Andreas Hofeneder, Titus Kolnik, Günter Neumann: Quaden. In: Reallexikon der Germanischen Altertumskunde (RGA). 2. Auflage. Band 23, Walter de Gruyter, Berlin/New York 2003, ISBN 3-11-017535-5, S. 624–640. (Artikel abgerufen über das kostenpflichtige GAO bei De Gruyter Online) (en alemán).